# Cueva Santa (Santo Toribio de Liébana)

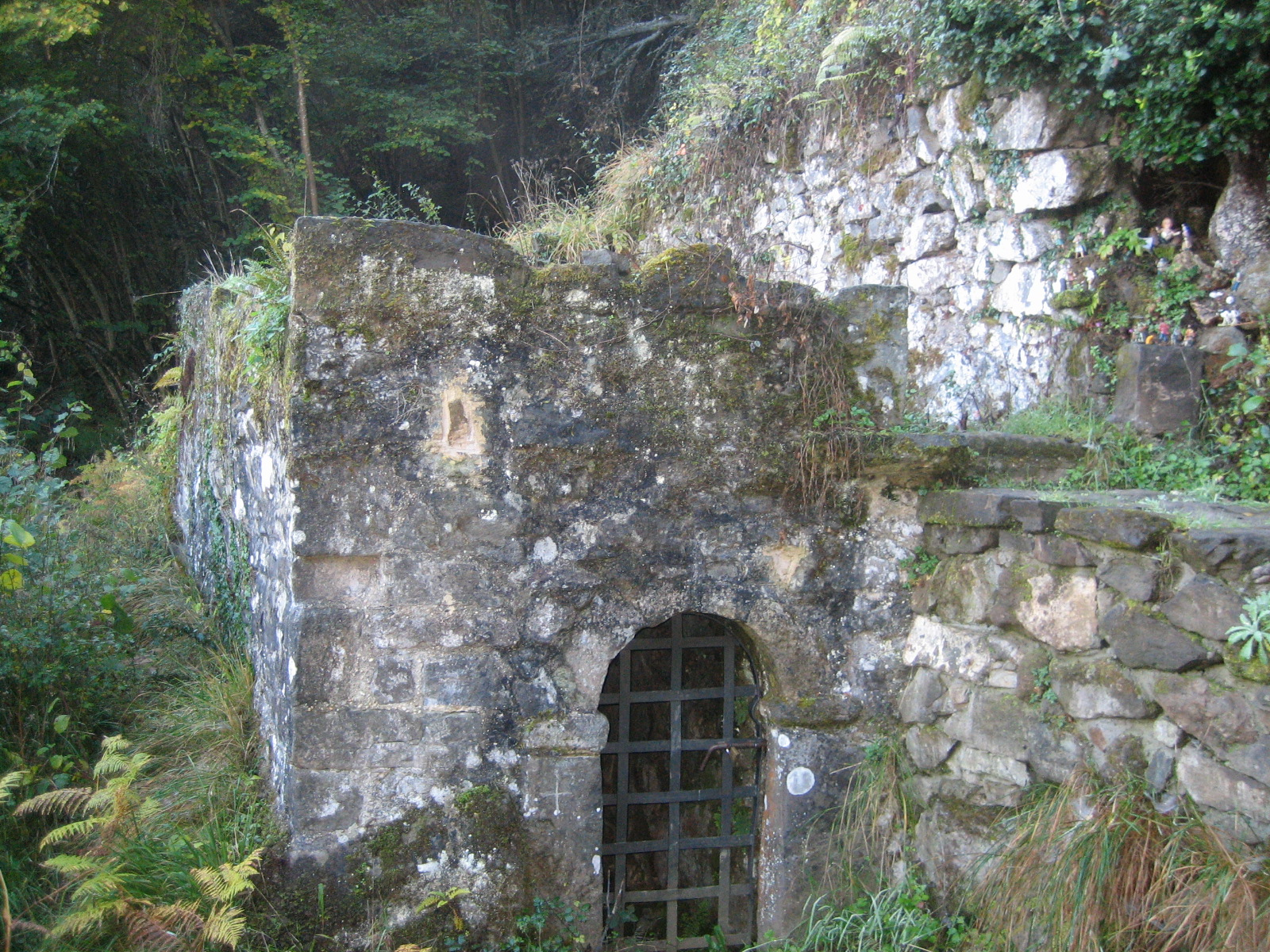
Ermita de la Cueva Santa, cerca del monasterio de Santo Toribio de Liébana.

La Cueva Santa es un eremitorio construido antes del año 900 bajo la influencia del arte asturiano. Se encuentra en la ladera norte del monte de la Viorna, en el término municipal de Camaleño (comarca de Liébana), en la zona oeste de Cantabria, España.
Forma parte de las ermitas que rodean el monasterio de Santo Toribio de Liébana. Según la tradición, se habría construido en el siglo VI por el fundador del monasterio, Toribio de Palencia, como lugar de retiro del monje, el cual «queriendo pelear con el enemigo a solas, subiose a lo alto del monte y en parte muy escondida del, labró una pequeña ermita, donde con mucha abstinencia, disciplina, continua oración y lágrimas llegó a tanta perfección, que alcanzó de Dios singulares favores (...)».
La planta inferior, excavada en la roca, sería la celda y la superior una pequeña capilla. Posee varios elementos decorativos: triángulos —quizás rayos solares— y cruz pometeada en las dovelas del arco de entrada y varias cruces grabadas y un signo anagráfico —cruz sobre una «M» o una montaña— en el interior.